# Chiesa greco-ortodossa della Santissima Trinità
La chiesa greco-ortodossa della Santissima Trinità era il luogo di culto greco-ortodosso di Livorno.
Si trovava fra via della Rosa Bianca e via del Giardino (si vedano i toponimi scomparsi di Livorno), vicino al Bagno dei forzati, ma fu demolita insieme alla chiesa di Sant'Antonio a seguito della costruzione del Palazzo del Governo, intorno al 1942, per creare una piazza per le adunate.

## Storia
I membri cattolici della comunità greca avevano avuto il permesso, sin dall'inizio del XVII secolo, di innalzare una propria chiesa nazionale in via della Madonna, intitolata alla Santissima Annunziata.
Nel corso dei decenni successivi, nacquero tuttavia diatribe sempre più violente in seno alla comunità greca tra i suoi membri cattolici e ortodossi. Dopo un tentativo da parte degli ortodossi nel 1757 di impadronirsi della chiesa greca cattolica, il granduca-imperatore Francesco I autorizzò la costruzione di una chiesa ortodossa nel quartiere di Sant'Antonio. Questo nuovo tempio, fu la prima chiesa acattolica della Toscana, e fu inaugurata col titolo della Santissima Trinità verso il 1760.
Il luogo di culto, popolarmente conosciuto come "chiesa delle Rosa Bianca", prendendo il nome da un'osteria vicina, non poteva avere campane e nessun segno sacro o iscrizione sulla facciata posta lungo la via pubblica.
Il 10 ottobre 1902 Pavel Aleksandrovič Romanov, ultimo figlio dello zar Alessandro II Romanov vi sposò, morganaticamente, contro la volontà della famiglia imperiale, Ol'ga Valerianovna Paley.
La facciata fu realizzata nei primi anni del Novecento dall'ingegner Enrico Azzati e Giovanni Saccardi, quando l'intera zona fu soggetta anche ad alcuni sventramenti attorno all'adiacente Ospedale di Sant'Antonio; all'interno della chiesa si trovavano arredi sacri di notevole valore artistico, attualmente ricollocati nella cappella della Dormizione, presso il Cimitero greco-ortodosso di via Mastacchi ed in parte nelle collezioni artistiche comunali presso il "Museo della Città".

## Descrizione

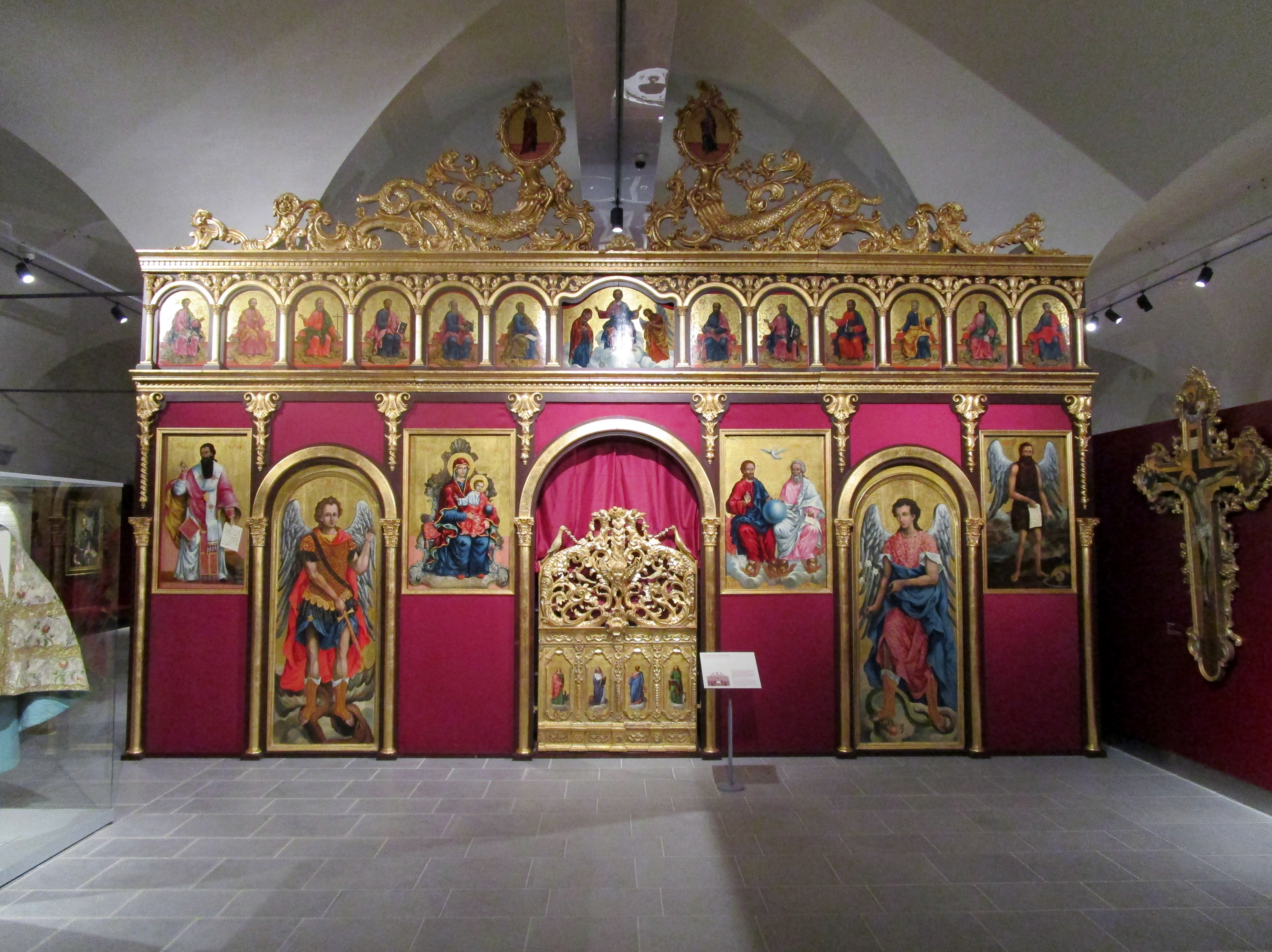
L'iconostasi proveniente dalla chiesa, conservata presso il Museo della Città

Il suo interno, di forma rettangolare, era adornato da un bel pulpito di marmo con un bassorilievo raffigurante San Giovanni Crisostomo predicante, opera di Lorenzo Bartolini; aveva anche stucchi e dorature che ne ingentilivano l'ambiente. Al soffitto furono posti, dipinti su tela, i Quattro Evangelisti e la Santissima Trinità. L'Iconostasion era dorato ed intagliato, rifinito con colonnette di stile corinzio. Vi erano esposte le icone di San Basilio, della Madonna, della Santissima Trinità e di Ssn Giovanni Battista, mentre sulle due porticine laterali vi erano rappresentati due angeli che calpestano il demonio.
Dietro l'altare maggiore vi era affrescata un'immagine della Vergine col bambino e sui due altari minori una Natività e il Battesimo del Salvatore.
Sopra una piccola Iconostasion centrale era invalso l'uso di porvi un quadretto su tavola che rappresentava l'immagine del Redentore o quella del Santo di cui si faceva la festa; era abitudine segnarsi e baciare tali immagini da parte dei fedeli appena entrati in chiesa.
Di faccia all'ingresso era dipinta una Adorazione dei Magi.
La chiesa aveva un ricchissimo patrimonio di arredi liturgici come messali e argenterie di alto valore artistico, icone e drappi, molti dei quali erano stati donati dagli stessi zar russi a cominciare dall'imperatrice Caterina II.